# 堤丰中程导弹发射系统

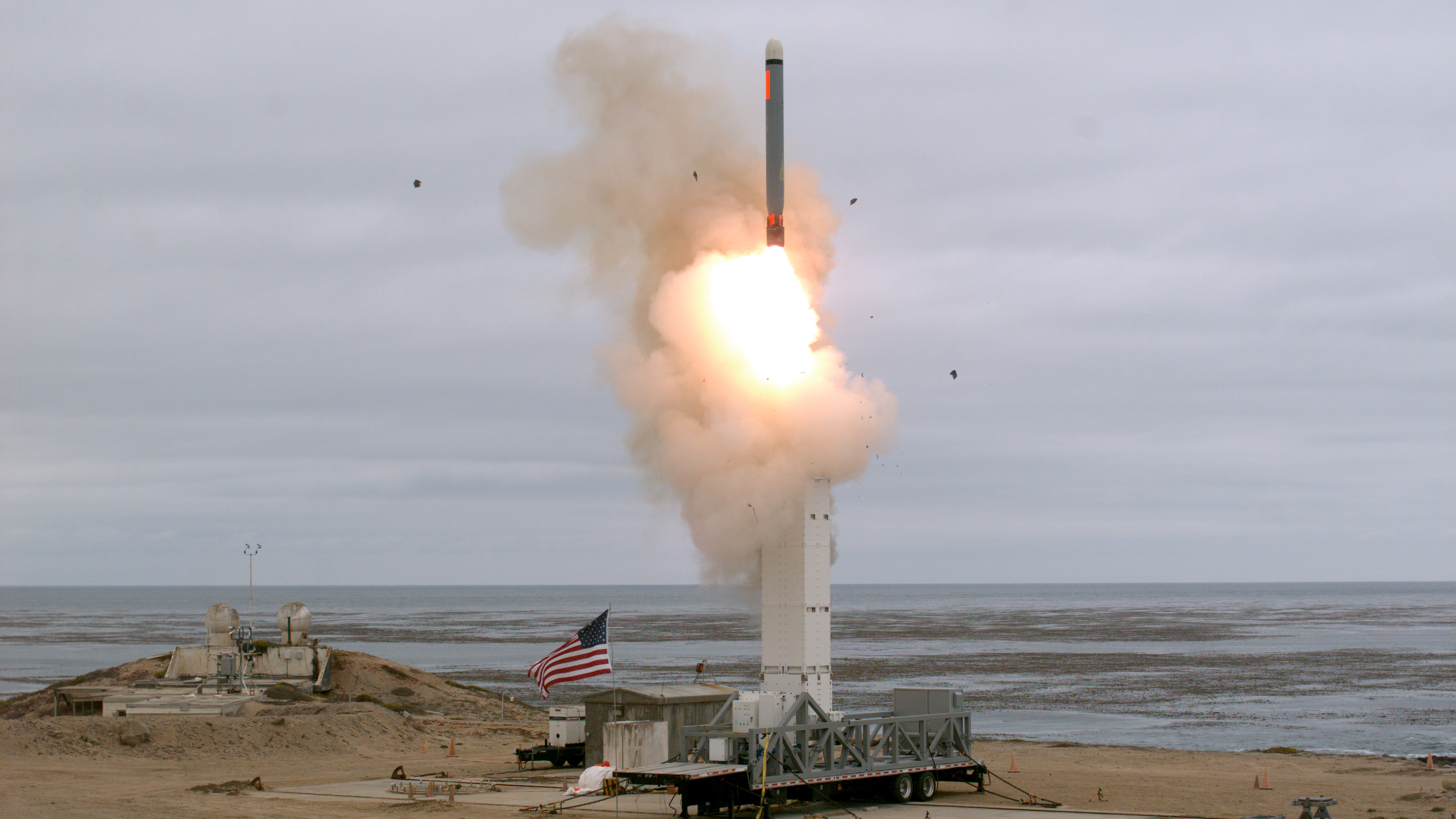
堤豐中程飛彈發射系統在白沙飛彈靶場的發射試驗中成功發射1枚BGM-109戰斧巡弋飛彈，攝於2019年8月18日。

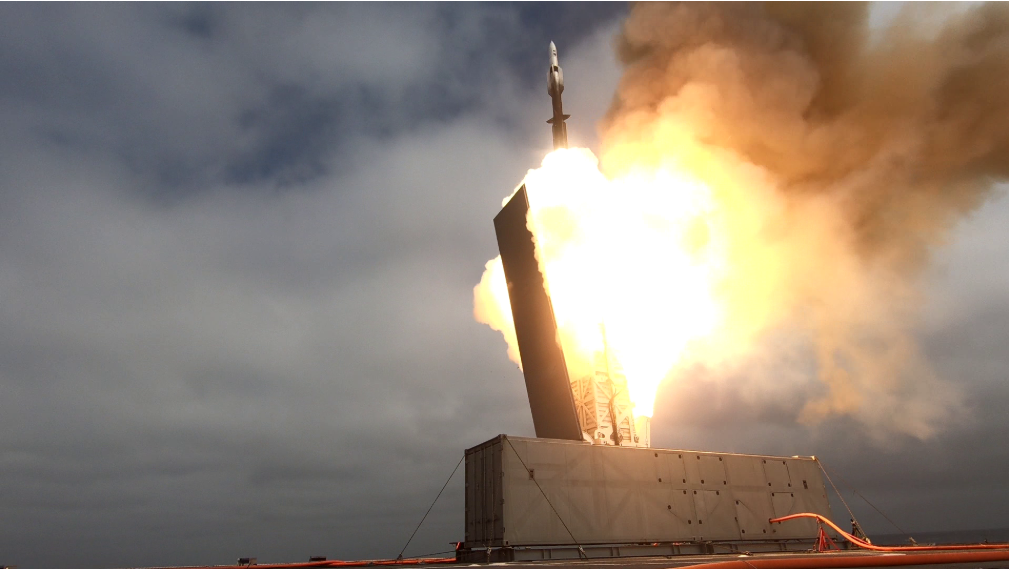
獨立級薩凡納號濱海戰鬥艦使用Mk 70 Mod1酬載輸送系統發射1枚RIM-174標準飛彈。

堤豐中程飛彈發射系統（英語：Typhon missile launcher），是一款由洛克希德·馬丁研發的飛彈發射車，名字取自希臘神話中象徵風暴的妖魔巨人堤豐，發射車由一座去除一半發射器的Mk 41垂直發射系統與一座12.19公尺(40英尺)的集裝箱所組成，編號為「Mk 70 Mod1酬載輸送系統」，由一輛M991拖車負責運輸，可發射BGM-109戰斧巡弋飛彈、RIM-174標準飛彈或MIM-104F PAC-3 MSE愛國者飛彈，美國陸軍於2023年開始投入使用；除了堤豐中程飛彈發射系統系統外，Mk 70 Mod1酬載輸送系統還在獨立級薩凡納號濱海戰鬥艦上進行了測試，成功發射1枚RIM-174標準飛彈。

## 進行部署
2024年4月7日，美國陸軍將堤豐中程飛彈發射系統部署在菲律賓的呂宋島北部，這是冷戰以來美國首次在海外與亞洲地區部署中程飛彈系統，也是美國退出《中程飛彈條約》後首次部署此類飛彈發射裝置。
12月12日，美國海軍為了解決瀕海戰鬥艦先天火力不足的問題，在自由級南塔克特號濱海戰鬥艦的直昇機停機坪甲板上，安裝了Mk 70 Mod1酬載輸送系統。。

## 計畫採購
2024年11月15日，菲律賓國防部部長吉爾伯特·特奧多羅表示，菲律賓計畫採購堤豐中程飛彈發射系統或是同級中程能力飛彈系統，對於中國政府警告菲律賓勿在錯誤道路越走越遠，他回嗆，全世界都知道誰才走在錯誤道路上。同年12月23日，菲律賓政府正式宣布採購堤豐中程飛彈發射系統。

## 堤豐中程飛彈發射系統
1套堤豐中程飛彈發射系統包含以下裝備：
- 1輛M983A4火控雷達、接戰管制車
- 1輛接戰管制支援車（BSV）
- 4輛M991拖車

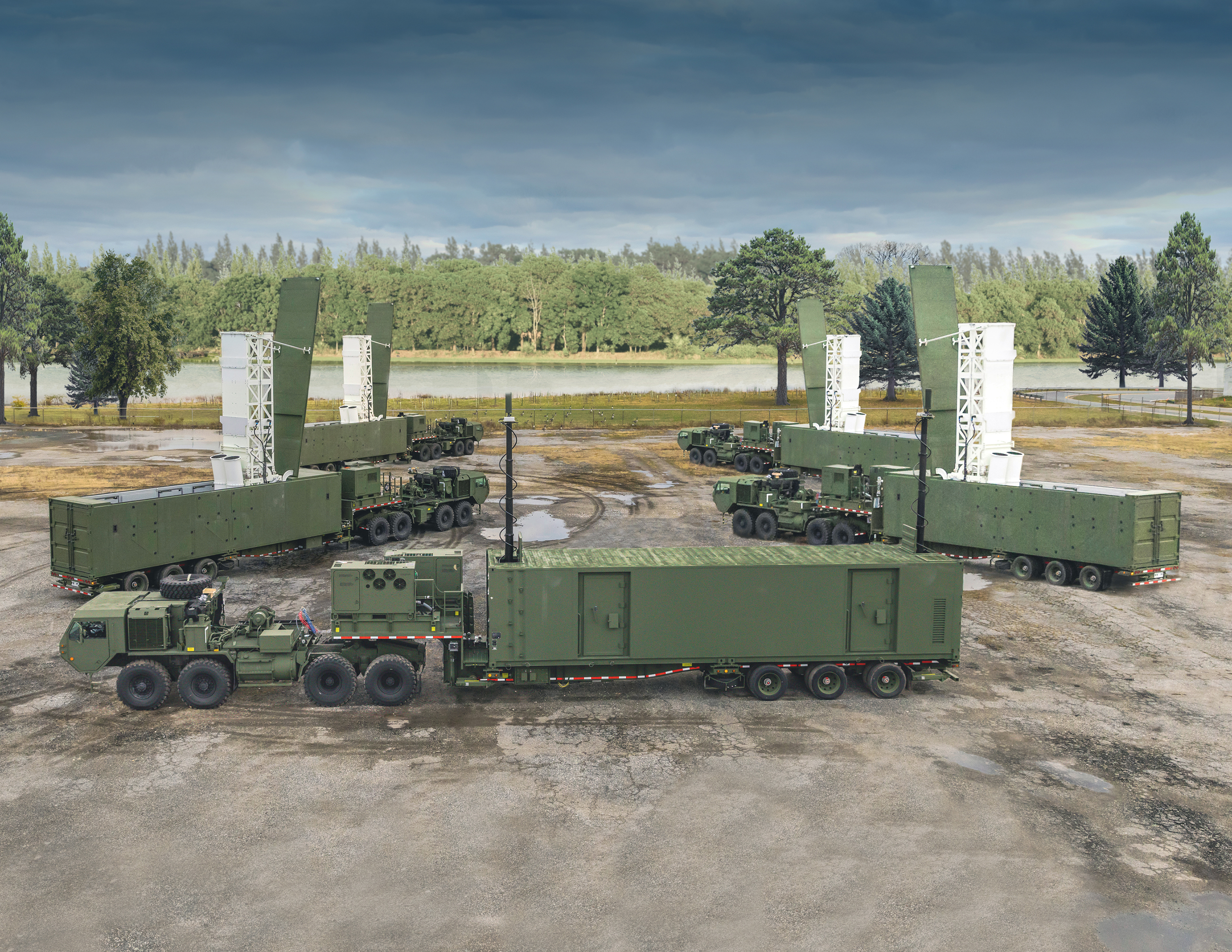
1套堤豐中程飛彈發射系統，美國陸軍飛彈與太空計畫執行辦公室攝

- 4輛Mk 70 Mod1酬載輸送系統，其中每輛可裝載4枚飛彈
- 1輛再裝填車

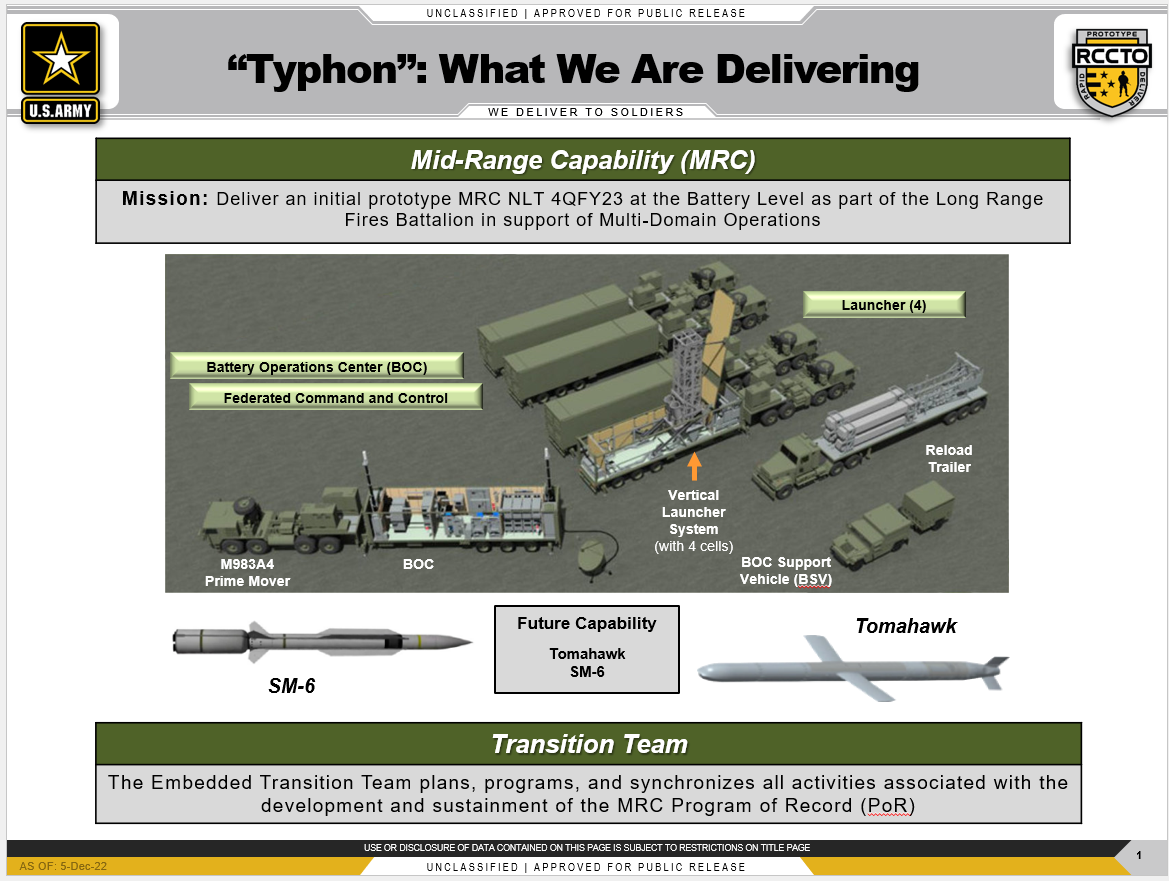
1套堤豐中程飛彈發射系統

## 使用國
- 美国

## 潛在使用國
- 菲律賓